# Демандо
Демандо (фр. Demandolx) насеље је и општина у Француској у региону Прованса-Алпи-Азурна обала, у департману Горњопровансалски Алпи која припада префектури Кастелан.
По подацима из 2011. године у општини је живело 115 становника, а густина насељености је износила 5,65 становника/km². Општина се простире на површини од 20,37 km². Налази се на средњој надморској висини од 1100 метара (максималној 1.894 m, а минималној 788 m).

## Демографија
| 1962. | 1968. | 1975. | 1982. | 1990. | 1999. | 2011. |
| ----- | ----- | ----- | ----- | ----- | ----- | ----- |
| 87    | 91    | 83    | 72    | 95    | 94    | 115   |

График промене броја становника у току последњих година